# Consagraciones de Écône

Arzobispo Marcel Lefebvre

Las consagraciones de Écône fueron unas consagraciones episcopales católicas que tuvieron lugar en Écône, Suiza, el 30 de junio de 1988 realizadas por el arzobispo Marcel Lefebvre y el obispo Antônio de Castro Mayer. Estos obispos consagraron como obispos a cuatro sacerdotes de la Fraternidad San Pío X (FSSPX), una hermandad sacerdotal tradicionalista fundada en 1970. Las consagraciones, realizadas en contra de las órdenes explícitas del Papa Juan Pablo II, fueron el punto culminante de la conflictiva relación de Lefebvre y la FSSPX y las autoridades romanas. La Congregación para Obispos de la Santa Sede emitió un decreto firmado por su prefecto, el cardenal Bernardin Gantin, declarando que Lefebvre y De Castro Mayer habían incurrido en excomunión automática al consagrar a los obispos sin el consentimiento papal, poniéndose así a él y a sus seguidores en situación de cisma, pero esto es totalmente nulo debido al estado de necesidad de la Iglesia y que para que sea verdadero cisma se debe usurpar o pretender ser el verdadero Obispo de una jurisdicción eclesiástica sin mandato Pontificio.
El 24 de enero de 2009, el Papa Benedicto XVI levantó, aunque ya eran nulas, las excomuniones de los cuatro obispos que Lefebvre había consagrado en 1988.

## Legalidad del acto
Según el Código de Derecho Canónico católico de 1983, canon 1013, la consagración de un obispo requiere el permiso del Papa;y según el canon 1014 (a menos que se haya concedido una dispensa papal) se necesitan al menos tres obispos consagrantes.La violación de la regla que requiere el permiso del Papa implicaría la excomunión automática (latae sententiae) tanto del consagrante como del destinatario de la consagración. En este caso no sólo hubo ausencia de permiso sino una prohibición explícita por parte del Papa.

Lefebvre y sus partidarios argumentaron que las circunstancias bajo las cuales se llevaron a cabo las consagraciones fueron tales que ninguno de los clérigos involucrados fue realmente excomulgado. Uno de sus argumentos es que existía un "estado de necesidad" en el que las disposiciones ordinarias del derecho canónico podían dejarse de lado. El arzobispo lo describía de esta manera en la homilía de la misa de las consagraciones:
Nos encontramos —explicaba— en un caso de necesidad (…) A través de esas conversaciones intentamos por todos los medios hacer comprender a Roma que, desde el Concilio, este aggiornamento, este cambio que se produjo en la Iglesia, no es católico, no condice con la doctrina de siempre de la Iglesia; este ecumenismo y todos esos errores, esa colegialidad, todo ello es contrario a la fe de la Iglesia y está destruyendo la Iglesia. Esa es la razón que se nos persuade de que al hacer hoy esta consagración, obedecemos a la voz de estos Papas (anteriores al Vaticano II), y por tanto, a la voz de Dios, ya que ellos son los representantes de Nuestro Señor Jesucristo en la Iglesia.
El Pontificio Consejo para los Textos Legislativos rechazó este argumento, afirmando en una nota explicativa de 1996 que "nunca es necesario ordenar obispos en contra de la voluntad del Romano Pontífice". La consagración de un obispo sin la aprobación papal también fue condenada por el Papa Pío XII después de que el gobierno chino creara en 1957 la Asociación Patriótica Católica, sancionada por el Estado. Pío XII afirmó que la actividad sacramental de los obispos consagrados ilícitamente era "grave", "es decir, criminal y sacrílega", y rechazó la defensa de necesidad esgrimida por los implicados.

## Anuncio de las consagraciones
En 1983 (a la edad de 78 años), mientras estaba en los Estados Unidos, supuestamente sondeó a sus sacerdotes estadounidenses sobre la perspectiva de consagrar obispos. Como resultado, los superiores que se opusieron a la idea fueron destituidos de sus puestos.En 1986-1987, los seguidores de la Sociedad en St Mary's, Kansas, debieron asistir a una serie de sesiones de catequesis en las que fueron preparados para las próximas consagraciones y sus consecuencias.
A la edad de 82 años, Lefebvre anunció públicamente por primera vez su intención de consagrar obispos en un sermón durante una misa de ordenación en Écône el 29 de junio de 1987, en el que declaró que "Roma está en tinieblas, en las tinieblas del error", y que "los obispos de todo el mundo siguen las falsas ideas del Concilio con su ecumenismo y liberalismo". Y concluyó: "Por eso es probable que antes de dar cuenta de mi vida al buen Dios, tenga que consagrar algunos obispos".

## Debates con la Santa Sede
Lefebvre y la Santa Sede entablaron un diálogo y, el 5 de mayo de 1988, Lefebvre y el cardenal Joseph Ratzinger (futuro Papa Benedicto XVI) firmaron el texto de un acuerdo destinado a poner fin al conflicto y abrir el camino a la consagración de un sucesor de Lefebvre. En la primera parte, doctrinal, del documento, Lefebvre, en su propio nombre y en nombre de la FSSPX, prometió fidelidad a la Iglesia Católica y al Papa, aceptó la doctrina contenida en el artículo 25 de la Declaración Dogmática del Concilio Vaticano II Lumen gentium sobre el magisterio de la Iglesia, prometió una actitud no polémica de comunicación con la Santa Sede sobre los aspectos problemáticos del Vaticano II, reconoció la validez de los sacramentos reformados y prometió respetar la disciplina común de la Iglesia y su derecho. La segunda parte legal del documento preveía que la FSSPX se convertiría en una Sociedad de Vida Apostólica con ciertas exenciones; tendría la facultad de celebrar los ritos tridentinos; sería creada una comisión especial que incluiría dos miembros de la FSSPX para resolver conflictos; y un miembro de la FSSPX sería consagrado obispo. 

Este documento debía ser presentado al Papa para su aprobación. Sin embargo, Lefebvre rápidamente comprendió que lo estaban incitando a caer en una trampa. Al día siguiente, declaró que estaba obligado en conciencia a proceder, con o sin aprobación papal, a ordenar el 30 de junio un obispo que lo sucediera.
"Por eso, teniendo en cuenta la fuerte voluntad de las actuales autoridades romanas de reducir a la nada la Tradición, de unir el mundo al espíritu del Vaticano II y al espíritu de Asís, hemos preferido retirarnos y decir que no podemos continuar. No era posible. Evidentemente hubiéramos estado bajo la autoridad del cardenal Ratzinger, Presidente de la Comisión Romana, que nos hubiera ordenado que nos pusiéramos en sus manos y, en consecuencia, nos pusiéramos en manos de quienes desean introducirnos en el espíritu del Consejo y el espíritu de Asís. Esto simplemente no era posible." 
El 24 de mayo tuvo lugar una nueva reunión en Roma. A Lefebvre se le prometió ahora que el Papa nombraría un obispo entre los miembros de la FSSPX, elegido según los procedimientos normales y que la consagración tendría lugar el 15 de agosto, al final del año mariano. A cambio, Lefebvre tendría que pedir la reconciliación con el Papa sobre la base del protocolo del 5 de mayo. Lefebvre solicitó por escrito que la consagración de tres obispos se produzca el 30 de junio y que la mayoría de los miembros de la comisión especial sean de la FSSPX. Siguiendo instrucciones del Papa, Ratzinger respondió el 30 de mayo a Lefebvre sobre estas peticiones: "[Sobre] la cuestión de la comisión, cuyo objetivo era favorecer la reconciliación, no tomar decisiones, el Santo Padre ha considerado mejor respetar el acuerdo que Lefebvre había firmado el 5 de mayo"; Sobre la cuestión de la ordenación de los obispos, el Papa reiteró su disposición a acelerar el proceso habitual para nombrar a un miembro de la Fraternidad que será consagrado el 15 de agosto, y pidió a Lefebvre que proporcionara las informaciones necesarias sobre los candidatos a tal efecto., pero, añadió Ratzinger, "dado que recientemente ha anunciado nuevamente su intención de ordenar tres obispos el 30 de junio con o sin el acuerdo de Roma, debe declarar claramente que se confía a la decisión del Santo Padre en plena obediencia". 

## Consagración de cuatro obispos
El 3 de junio, Lefebvre escribió desde Écône, afirmando que tenía la intención de proceder con las consagraciones. El 9 de junio, el Papa le respondió con una carta personal, pidiéndole que no llevara a cabo un proyecto que "no sería visto más que como un acto cismático, cuyas consecuencias teológicas y canónicas usted conoce".
El 17 de junio, el cardenal Bernardin Gantin, prefecto de la Congregación para los Obispos, envió a los obispos propuestos una advertencia canónica formal de que automáticamente incurrirían en la pena de excomunión si eran ordenados por Lefebvre sin el permiso papal.
El 29 de junio, Ratzinger envió un telegrama a Lefebvre para decirle: "Por amor a Cristo y a su Iglesia, el Santo Padre le pide paternal y firmemente que parta hoy hacia Roma, sin proceder el 30 de junio a las ordenaciones episcopales que usted ha anunciado".
El 30 de junio, Lefebvre consagró a cuatro sacerdotes de la FSSPX: Bernard Fellay, Bernard Tissier de Mallerais, Richard Williamson y Alfonso de Galarreta. De acuerdo con la FSSPX, el obispo Antônio de Castro Mayer participó con su "presencia crucial" y fue "permaneció al lado del arzobispo Lefebvre", pero no se le considera específicamente como participante en el ritual de consagración.Sin embargo, en otro artículo de la FSSPX dice que tanto Lefebvre como de Castro Mayer consagraron a los obispos. 
Las consagraciones contaron con la presencia del príncipe Sixto Enrique de Borbón-Parma quien fue el primero en acercarse a felicitar al arzobispo Lefebvre al finalizar la ceremonia.

## Excomuniones
Dos horas después de la consagración, la Santa Sede emitió un comunicado diciendo que Lefebvre y los cuatro obispos que consagró se habían excomulgado a sí mismos al desafiar la autoridad papal e ignorar advertencias, incluida una apelación de último minuto de Juan Pablo II. 
Al día siguiente, 1 de julio de 1988, la Congregación para los Obispos del Vaticano emitió un decreto firmado por el Cardenal Bernardin Gantin, Prefecto de la Congregación, declarando que Lefebvre, Fellay, Tissier de Mallerais, Williamson, de Galarreta y de Castro Mayer habían incurrido en automático excomunión. 
El 2 de julio, el Papa Juan Pablo II, en su carta apostólica Ecclesia Dei, condenó la acción del arzobispo. El Papa afirmó que, dado que el cisma se define en el canon 751 del Código de Derecho Canónico de 1983 como "retirada de la sumisión al Sumo Pontífice o de la comunión con los miembros de la Iglesia sujetos a él", la consagración "constitu[ía] un acto cismático". El Papa declaró: "Al realizar tal acto, a pesar de la advertencia canónica formal que les envió el Cardenal Prefecto de la Congregación para los Obispos el 17 de junio pasado, Mons. Lefebvre y los sacerdotes Bernard Fellay, Bernard Tissier de Mallerais, Richard Williamson, y Alfonso de Galarreta han incurrido en la grave pena de excomunión prevista por el derecho eclesiástico", en referencia al canon 1382 del Código de Derecho Canónico de 1983. Sin embargo, el obispo de Castro Mayer no figuraba en la lista.
Lefebvre declaró que no había retirado su sumisión al Papa y afirmó que los cánones 1323 y 1324 del Código lo absolvían de culpabilidad dada la situación de crisis de la Iglesia.
El cardenal Darío Castrillón Hoyos consideró que la consagración no fue un acto cismático, sobre la base de que Lefebvre simplemente estaba consagrando obispos auxiliares en lugar de intentar establecer una iglesia paralela.En línea con la opinión canónica general,la Santa Sede sostiene que el arzobispo Lefebvre cometió un acto cismático, pero no que creó una Iglesia cismática.
En consecuencia, cuando el Cardenal Edward Idris Cassidy presentó una edición revisada del Directorio del Vaticano para la Aplicación de Principios y Normas sobre el Ecumenismo, afirmó que "[l]a situación de los miembros de [la FSSPX] es un asunto interno de la Iglesia Católica ". Al ver la acción de Lefebvre como cismática, varios exmiembros y partidarios de la FSSPX renunciaron o retiraron su apoyo a la Sociedad y se unieron a la recién fundada (y aprobada por el Vaticano) Fraternidad Sacerdotal de San Pedro.Esta hermandad sacerdotal se constituyó para administrar exclusivamente los sacramentos según el rito tradicional incluida la misa, pero sin contar con obispos propios. Dos años después se funda también con el mismo objetivo y amparado por Roma el Instituto Cristo Rey Sumo Sacerdote (ICRSS).

## Levantamiento de las excomuniones
Por decreto del 21 de enero de 2009, emitido en respuesta a una petición hecha por Fellay en nombre de los cuatro obispos que Lefebvre había consagrado, el Prefecto de la Congregación para los Obispos, por el poder expresamente concedido por el Papa Benedicto XVI, remitió el excomunión automática en la que habían incurrido, y expresaron el deseo de que a esto le siguiera rápidamente la plena comunión de toda la Fraternidad San Pío X con la Iglesia, dando así testimonio, con la prueba de la unidad visible, de la verdadera lealtad y verdadero reconocimiento del Magisterio y de la autoridad del Papa.
Fellay, superior general de la FSSPX, emitió un comunicado en el que la sociedad expresa su "agradecimiento filial al Santo Padre por este gesto que, más allá de la Fraternidad Sacerdotal San Pío X, beneficiará a toda la Iglesia", y que la "desea siempre poder ayudar al Papa a remediar la crisis sin precedentes que sacude actualmente al mundo católico y que el Papa Juan Pablo II había calificado de estado de 'apostasía silenciosa'".
Algunos expresaron su sorpresa por el favor que el Papa había mostrado a los obispos que ocupaban tales cargos, en particular a Mons. Williamson, acusado de negacionista del Holocausto. La inclusión de este obispo que culminó con la ruptura temporal de las relaciones entre el Gran Rabinato de Israel con el Vaticano en señal de protesta.